# Caroline Wensink
Caroline Wensink (Enschede, 4 agosto 1984) è un'ex pallavolista olandese.
Giocava nel ruolo di centrale.

## Carriera
La carriera di Caroline Wensink inizia nel 1999, tra le file del Pollux. Resta legata al club di Ozeldaal fino al 2003, vince tre volte il campionato olandese e due volte la Coppa dei Paesi Bassi.
Nel 2003 viene ingaggita in Germania dall'Unabhängiger Sportclub Münster, con cui vince due volte sia il campionato tedesco che la Coppa di Germania in tre stagione. Nel periodo in cui gioca in Germania, ottiene anche le prime convocazioni in nazionale a partire dal 2005.
Dal 2006 al 2009 gioca nel Martinus, partecipando al collegiale della nazionale olandese. Nelle tre stagioni con l'Amstelveen domina il campionato olandese e vince una Coppa dei Paesi Bassi ed una Supercoppa olandese, giocando l'ultima stagione da opposto. Con la nazionale vince l'edizione 2007 del World Grand Prix. Due anni dopo, perde la finale del campionato europeo.
Nel 2009 torna a giocare in Germania, nello Schweriner Sportclub, come schiacciatrice. A metà stagione lascia lo Schweriner e va a giocare in Italia nel River Volley, tornando al suo ruolo originale di centrale. La stagione però finisce con la retrocessione del suo club.
Per la stagione 2010-11 viene ingaggiata dal Międzyszkolny Klub Sportowy Muszynianka, con cui vince un campionato, una Coppa di Polonia ed una Supercoppa polacca.
Nella stagione 2012-13 passa alla squadra azera dell'Azərreyl Voleybol Klubu: a metà annata subisce un infortunio alla schiena, che la costringerà poi a ritirarsi dall'attività agonistica nel 2014.

## Palmarès

### Club
- Campionato olandese: 6

1999-00, 2001-02, 2002-03, 2006-07, 2007-08, 2008-09
- Campionato tedesco: 2

2003-04, 2004-05
- Campionato polacco: 1

2010-11
- Coppa dei Paesi Bassi: 4

1999-00, 2001-02, 2002-03, 2008-09
- Coppa di Germania: 2

2003-04, 2004-05
- Coppa di Polonia: 1

2010-11
- Supercoppa olandese: 1

2007
- Supercoppa polacca: 1

2011

### Nazionale (competizioni minori)
- Piemonte Woman Cup 2010

### Premi individuali
- 2012 - European League: Miglior muro